# 尼古拉斯·林德莱伊·洛佩斯
尼古拉斯·林德莱伊·洛佩斯（Nicolás Lindley López，1908年11月16日—1995年2月3日），生於利馬，武官，祕魯军政府第二任总统。

## 生平
林德莱伊生於利馬一個上流家庭。他父親擁有英國血統。他於一間秘魯英人學校 - 聖安德烈斯學院（Colegio San Andrés）完成學業。1926年，他進入了Chorrillos 軍事學院並於1930年取得博士學位。林德莱伊隨後加入軍隊並獲得不俗的仕途，他於1960年成為了秘魯軍的陆军总司令。
1962年7月，林德莱伊與祕魯军政府第一任总统里卡多·佩雷斯·戈多伊發動了一場軍事政變，推翻了民選總統曼努埃爾·普拉多·烏加特切並建立起軍政府。起初是由里卡多·佩雷斯·戈多伊任臨時總統而林德莱伊則任總理，目的是為了組織一場新的選舉並將權力交接到新選出來的政府。然而，由於里卡多·佩雷斯·戈多伊對權位的留戀，有違當初的共識。於是林德莱伊在1963年3月3日將之推翻並暫任總統，直至同年7月28日費爾南多·貝朗德·特里獲選成為新總統。
1964年至1975年，林德莱伊成為了秘鲁驻西班牙大使。任期結束後他選擇退休並一直留在西班牙，直至去世。
| 前任： Alejandro Cuadra Rabines将军 | 陆军总司令 1960.8-1962.7     | 繼任： Julio Luna Ferrecio将军    |
| 前任： Carlos Moreyra y Paz Soldán  | 秘鲁总理 1962.7.18-1963.7.28 | 繼任： Julio Óscar Trelles Montes |
| 前任： 里卡多·佩雷斯·戈多伊         | 秘鲁总统 1963.3.3-1963.7.28  | 繼任： 费尔南多·贝朗德·特里       |
| 前任： '                            | 秘鲁驻西班牙大使 1964-1975   | 繼任： '                          |